# Gyújtogatás a Washingtoni Egyetemen
2001. május 21-én reggel a Washingtoni Egyetem Városi Kertészeti Központjában gyújtóbomba robbant; az anyagi kárt 1,5 millió–4,2 millió dollárra becsülik. 2012-re négy elkövető beismerte bűnösségét, az ötödik pedig tárgyalására várva öngyilkos lett.

## Nyomozás
A 2001. május 21-én hajnalban Toby Bradshaw professzor irodájának iratszekrényében elhelyezett eszköz egy ébresztőórából, egy kilenc voltos elemből, valamint egy gyújtószerkezetből állt, a bútor mellé pedig benzint raktak. Hajnali három órakor az intézmény biztonsági őre a kertészeti épületből felszálló füstre lett figyelmes. A tűzoltók két óra alatt tudták a lángokat megfékezni; Bradshaw irodája megsemmisült, az épület aulája és laboratóriumai pedig súlyos károkat szenvedtek.
Tíz nappal az eset után az Earth Liberation Front (később pedig az öt konkrét elkövető) magára vállalta a felelősséget. A nyomozók szerint Lacey Phillabaum, Jennifer Kolar, Bill Rodgers, Briana Waters és Justin Solondz az ELF „család” elnevezésű csoportjának tagjai.
Az ELF szerint Bradshaw fák génmódosításával kísérletezett; szerintük „Bradshaw… továbbra is mutáns géneket enged a természetbe, amelyek az erdőkben visszafordíthatatlan károkat okoznak… Amíg az egyetem támogatja az ilyen vakmerő »tudományt«, súlyos veszteségekkel nézhetünk szembe. Üzenetünk világos: meg kell állítanunk a génmanipulációt”. Bradshaw nyilatkozata szerint a nyárfák növekedésével kísérletezett, hogy elkerülhető legyen a természetes erdők kivágása. A University of Washington Alumni Magazine-ben megjelent cikk szerint soha nem foglalkozott génmanipulációval, és 1995 óta folytatott kísérleteinek alanyai soha nem jutottak a laboratóriumon kívülre.
A tűzben főleg Bradshaw személyes tárgyai és könyvei égtek el, azonban megsemmisült a Mount Saint Helens kitörése miatt elpusztult flóra helyreállítására szánt növénybank, valamint a Cascade-hegységbe telepítendő ritka növények is. Mivel a kutatással kapcsolatos eszközök csak csekély károkat szenvedtek, Bradshaw közölte, hogy folytatja munkáját. A Los Angeles Timesnak küldött levele szerint „az ELF általi gyújtogatások gyűlöletcselekmények ellenünk, akik életünket az emberi tudás növelésére és előadásaink érdekessé tételére tesszük fel”.
A kertészeti központ 2004-ben 7,2 millió dolláros beruházás keretében újjáépült.

## Operation Backfire
A nyomozás az FBI által a szélsőséges környezetvédelmi tevékenység vizsgálatára indított Operation Backfire keretében folyt.

## Elkövetők

### Lacey Phillabaum és Jennifer Kolar
Lacey Phillabaum, az Earth First! magazin szerkesztője és a Breaking the Spell című dokumentumfilm narrátora, valamint Jennifer Kolar 2006. október 4-én ismerték be bűnösségüket. A nők büntetésük csökkentéséért vádalkut kötöttek.
Phillabaum állítása szerint jelen volt a gyújtogatásnál, míg Kolar az ablakot nyitotta ki egy késsel.

### Bill Rodgers
Az FBI szerint William C. Rodgers az ELF-ben fontos szervezői feladatokat töltött be. 2005. december 7-én letartóztatták, majd egy 1998-as tűz miatt egy rendbeli gyújtogatásért elítélték. Később cellájában egy műanyag zacskóval megfojtotta magát.

### Briana Waters
Briana Waters hegedűtanárt és a Watch című dokumentumfilm rendezőjét 2008-ban részvételéért bűnösnek találták, majd 2011-ben vádalkut kötött. A fellebbviteli bíróság az eredeti ítéletet 2010. szeptember 15-én megsemmisítette, mivel szerintük az esküdtek jogtalanul tekinthettek bele a Waters által egy másik elkövetőnek átadott anarchista irodalomba, amely miatt az esküdtek érzelmi alapon döntöttek.
2011 júniusában Waters vádalkut kötött, ahol a gyújtogatás mellett beismerte egy kaliforniai esetben való részvételét is, valamint vállalta, hogy a többi elkövetőre terhelő vallomást tesz. Az alku részeként a vád képviselői a további börtönbüntetés elengedését javasolták.
Korábban két rendbeli gyújtogatással, egy rendbeli bűnszervezetben való részvétellel és két rendbeli erőszakos cselekményben való részvétellel vádolták meg. Waters ártatlannak vallotta magát; 2008. március 6-án két rendbeli gyújtogatásért hatmillió dollár megfizetésére és hat év börtönre ítélték, amelyet szövetségi intézményben kell letöltenie.
2011-ben beismerte bűnösségét gyújtogatásért, bűnszervezetben való részvételért és robbanószer használatáért; elismerte, hogy 2008-ban hamis vallomást tett, valamint vállalta, hogy Justin Solondz ellen fog tanúskodni. A nyomozásban való együttműködéséért a kaliforniai esetért nem ítélték el.
Waters ügyvédei, Robert Bloom és Neil Fox kétségbe vonták Phillabaum és Kolar vallomásának valóságtartalmát, és sikertelenül próbálkoztak Andrew Friedman ügyésznek az ügytől való távoltartására, mert szerintük az összeállított nyomozati anyag félrevezető.

### Justin Solondz
Justin Franchi Solondz a gyújtogatás idején az Evergreen Állami Főiskola hallgatója és Briana Waters párja volt. 2006-ban távollétében elítélték gyújtogatásért és bűnszövetkezetben való részvételért, majd 2009 márciusában a kínai Tali városában marihuánatermesztését vették őrizetbe. A helyi bíróság három év börtönre ítélte; büntetése letöltését követően kiadták az Amerikai Egyesült Államoknak, ahol gyújtogatásért további hét évet kapott.
Solondz volt a gyújtószerkezet megalkotója; állítása szerint Oregonban és Kaliforniában az általa összeszerelt eszközök összesen hatmillió dolláros kárt okoztak.

## Fordítás
- Ez a szócikk részben vagy egészben  az   University of Washington firebombing incident című angol Wikipédia-szócikk ezen változatának fordításán alapul.  Az eredeti cikk szerkesztőit annak laptörténete sorolja fel. Ez a jelzés csupán a megfogalmazás eredetét és a szerzői jogokat jelzi, nem szolgál a cikkben szereplő információk forrásmegjelöléseként.